# 華麗なる恋の舞台で
『華麗なる恋の舞台で』（かれいなるこいのぶたいで、Being Julia）は、2004年のカナダ・アメリカ・ハンガリー・イギリス合作の映画。原作はサマセット・モームの長編小説『劇場』。
主演のアネット・ベニングは第62回ゴールデングローブ賞主演女優賞（ミュージカル・コメディ部門）受賞、第77回アカデミー賞主演女優賞にノミネートされた。

## キャスト
※括弧内は日本語吹替
- ジュリア・ランバート - アネット・ベニング（日野由利加）
- マイケル・ゴセリン - ジェレミー・アイアンズ（小川真司）
- ジミー・ラングトン - マイケル・ガンボン（村松康雄）
- チャールズ卿 - ブルース・グリーンウッド
- ドリー・デ・ヴリース - ミリアム・マーゴリーズ
- エヴィー - ジュリエット・スティーヴンソン（英語版）
- トム・フェネル - ショーン・エヴァンス
- エイヴィス・クライトン - ルーシー・パンチ
- ウォルター・ギブス - モーリー・チェイキン
- グレース・デクスター - シーラ・マッカーシー
- ジュリアの母 - ローズマリー・ハリス（谷育子）
- ロジャー・ゴスリン - トム・スターリッジ
- キャリーおばさん - リタ・トゥシンハム
- アーチー・デクスター - リー・ローソン

## スタッフ
- 監督：イシュトヴァン・サボー
- 製作：ロバート・ラントス
- 製作総指揮：マーク・ミルン、マリオン・ピロウスキー
- 脚本：ロナルド・ハーウッド
- 撮影：ラホス・コルタイ
- プロダクションデザイン：ルチャーナ・アリギ
- 衣装デザイン：ジョン・ブルームフィールド
- 編集：スーザン・シプトン
- 音楽：マイケル・ダナ
- 音楽スーパーバイザー：リズ・ギャラチャー